# Rossön, Antarktis

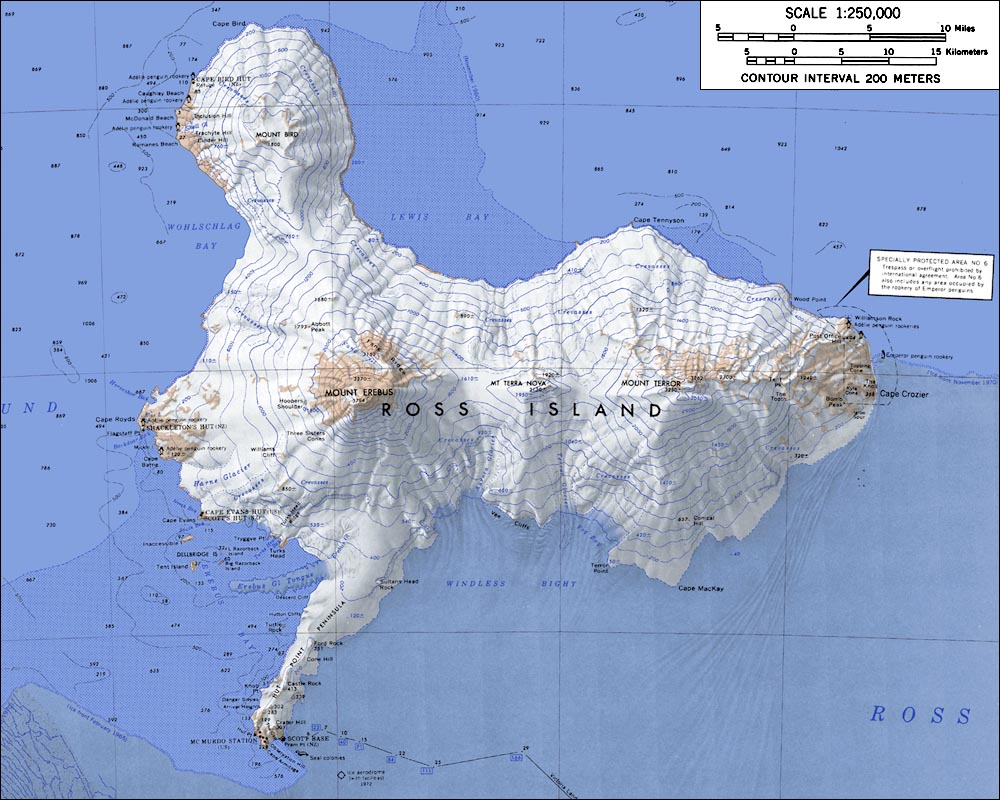
Karta över Ross Island

Rossön (engelska Ross Island) en ö i McMurdosundet utanför norra Antarktis söder om Nya Zeeland. Nya Zeeland gör anspråk på området och det ingår i Ross Dependency. På Ross Island hittar man USA:s forskningsstation McMurdo Station samt Nya Zeelands station Scott Base.

## Geografi
Ön har en area av cirka 2 460 km². Den högsta höjdpunkten är Mount Erebus på 3 794 m.ö.h.. Ön är en vulkanö och täcks till 95 % av en glaciär. Det finns fyra vulkaner: Mount Erebus, Mount Terra Nova, Mount Terror och Mount Bird. Den enda av dessa vulkaner som har haft ett utbrott i nutiden är Mount Erebus. Mount Erebus har en lavasjö, ett mycket ovanligt fenomen bland världens vulkaner, vilket gör att vulkanen är intensivt studerad av geologer.

## Historia
Ön upptäcktes 1841 av engelske sjöfararen James Clark Ross och namngavs senare av upptäcktsresanden Robert Scott för att hedra upptäckaren. Rossön har varit utgångspunkt för talrika Antarktisexpeditioner då den är den sydligaste ön som går att nå med fartyg.